# Албешти (Констанца)
Албешти (рум. Albeşti ) — коммуна в восточной Румынии, жудец Констанца.
Расположена в исторической области Добруджа на расстоянии 198 км к востоку от Бухареста и 44 км к юго-западу от Констанцы.
В состав коммуны входят такие села (данные о населении за 2002 год):
- Албешти (1421 человек) — административный центр коммуны
- Арса (561 человек)
- Виртоп (292 человека)
- Короана (148 человек)
- Коту-Веий (1081 человек)

## Население
Население на 31.10.2011 года — 3 428 человек. Плотность — 22/км². Большинство жителей — румыны (97.05 %). Площадь — 156,91 км².